# لوبوش فیشر
لوبوش فیشر (چکی: Luboš Fišer؛ ۳۰ سپتامبر ۱۹۳۵ – ۲۲ ژوئن ۱۹۹۹) آهنگساز، موسیقی‌دان و رهبر ارکستر اهل مردم چک بود.
وی دانش‌آموختهٔ هنرستان موسیقی پراگ و از شاگردان امیل هلوبیل بود.
از فیلم‌ها یا مجموعه‌های تلویزیونی که وی در آن‌ها نقش داشته است می‌توان به آدلا هنوز شام نخورده اشاره نمود.